# Lijst van burgemeesters van Peel en Maas
Dit is een lijst van burgemeesters van de Nederlandse gemeente Peel en Maas in de provincie Limburg sinds haar ontstaan op 1 januari 2010 bij de fusie van de gemeenten Helden, Kessel, Maasbree en Meijel.
| Ambtsperiode                       | Naam burgemeester           | Partij of stroming | Bijzonderheden |
| ---------------------------------- | --------------------------- | ------------------ | -------------- |
| 1 januari 2010 - 30 september 2010 | Mat Vestjens                | VVD                | waarnemend     |
| 1 oktober 2010 - 30 september 2024 | Wilma Delissen-van Tongerlo | VVD                |                |
| 1 oktober 2024 - heden             | Bob Vostermans              | CDA                |                |